# Leiothrix flexuosa
Leiothrix flexuosa är en gräsväxtart som beskrevs av Silveira. Leiothrix flexuosa ingår i släktet Leiothrix och familjen Eriocaulaceae. Inga underarter finns listade i Catalogue of Life.